# Anton Alekseev
Anton Yurevich Alekseev (russisch Антон Юрьевич Алексеев, deutsche Transkription Anton Jurjewitsch Alexejew; * 9. August 1967) ist ein Mathematiker und Hochschullehrer an der Universität Genf.
Alekseev ist ein Schüler von Ludwig Faddejew. Er war am Steklow-Institut in Sankt Petersburg und Anfang der 1990er Jahre an der Universität Uppsala tätig.
Alekseev befasst sich mit Darstellungstheorie von Liegruppen und -algebren, symplektischer Geometrie und mathematischer Physik.
2006 bewies er mit Eckhard Meinrenken die Kashiwara-Vergne-Vermutung. 2008 gab er einen neuen Beweis mit Charles Torossian.
2014 war er eingeladener Sprecher auf dem ICM in Seoul (Three lives of the Gelfand-Zeitlin integrable system).

## Schriften
- Herausgeber mit A. Hietamäki, K. Huitu, A. Morozov, A. J. Niemi: Integrable Models and Strings, Proceedings of the 3rd Baltic Rim Student Seminar Held at Helsinki, Finland, 13.–17. September 1993, Springer, Lecture Notes in Physics, 1994
  - darin mit A. Malkin: Symplectic geometry and the Chern-Simons theory, S. 59–97
- mit E. Meinrenken: The non commutative Weil Algebra, Inventiones Mathematicae, Band 139, 2000, S. 135–172, Arxiv
- mit E. Meinrenken: Poisson geometry and the Kashiwara-Vergne conjecture, C. R. Acad. Sci., 335, 2003, S. 723–728, Arxiv
- mit E. Meinrenken: Clifford algebras and the classical dynamical Yang-Baxter-Equations, Math.Res.Lett., Band 10, 2003, S. 253–268, Arxiv
- mit E. Meinrenken: On the Kashiwara-Vergne conjecture, Inventiones Mathematicae 164, 2006, 615–634, Arxiv
- mit C. A. Rossi, C. Torossian, T. Willacher: Logarithms and Deformation Quantization, Inventiones Mathematicae, Band 206, 2016, S. 1–26, Arxiv
- mit C. Torossian: The Kashiwara-Vergne Conjecture and Drinfeld's associators, Annals of Mathematics, Band 175, 2012, S. 415–463, Arxiv
- mit C. Torossian: On triviality of the Kashiwara-Vergne problem for quadratic Lie algebras,  C. R. Math. Acad. Sci. Paris, Band 347, 2009, S. 21–22, 1231–1236. Arxiv
- mit C. Torossian: Kontsevich deformation quantization and  flat connections,  Comm. Math. Phys., Band 300, 2010, S. 47–64, Arxiv
- mit B. Enriquez, C. Torossian: Drinfeld associators, braid groups and explicit solutions of the Kashiwara-Vergne equations, Publ. Math. Inst. Hautes Études Sci., Band 112, 2010, S. 143–189, Arxiv
- mit A. Berenstein, B. Hoffman, Y. Li: Langlands Duality and Poisson-Lie Duality via Cluster Theory and Tropicalization, Arxiv 2018